# Ferrado
Der Ferrado war ein spanisches Volumenmaß in Galicien. Das Maß war unterschiedlich, dennoch war der Ferrado von Neda und Ferrol der gebräuchlichste. Seine Unterschiedlichkeit allgemein liegt in der Größe des größeren Maßes Fanega. Diese Fanega konnte von 73,0667 Liter bis 47 8/9 Liter schwanken.  Als Getreidemaß war
- 1 Ferrado = ¼ Fanega
- 1 Ferrado = 801 Pariser Kubikzoll = 15 29/33 Liter (auch 13 bis 21 Liter nach Getreideart[1])
- in A Coruña und Ferrol  1 Ferrado =  4 Celemine[2]

Ferrado war auch ein spanisches Feldmaß und galt bis Ende 1858 in der Provinz Galicien.
- 1 Ferrado = 4,4 bis 6,4 Ar[3]